# Fyll mine seil
Fyll mine seil är et musikalbum med Finn Kalvik, utgivet 1976 av skivbolaget Polydor.

## Låtlista
1. "Ved peisen" (J.R.R. Tolkien/Finn Kalvik) – 3:49
2. "Skifte" (Finn Kalvik) – 4:53
3. "Fritidsproblem" (André Bjerke/Finn Kalvik) – 3:13
4. "Fyll mine seil" (Finn Kalvik) – 3:57
5. "Sangen til deg" (Bernie Taupin/Elton John/Finn Kalvik) – 3:27
6. "Not for Coloured People" (Astrid Tollefsen/Finn Kalvik) – 4:40
7. "Vredens dag" (Finn Kalvik) – 3:25
8. "Bokseren" ("The Boxer" – Paul Simon/Finn Kalvik) – 4:40
9. "De alvorlige menn" (Gunnar Reiss-Andersen/Finn Kalvik) – 3:26
10. "Sønnen min går forbi" (Elling Solheim/Finn Kalvik) – 2:21

- Låtskrivare inom parentes.

## Medverkande
Musiker
- Finn Kalvik – sång, gitarr
- Jon Eberson – gitarr
- Arild Andersen – kontrabas
- Bobo Stenson – piano, keyboard
- Brynjulf Blix – synthesizer
- Svein Christiansen – trummor, percussion
- Brynjar Hoff – engelskt horn, oboe
- Steinar Hannevold – engelskt horn
- Filharmonisk selskaps orkester – stråkinstrument

Produktion
- Manfred Eicher – musikproducent, ljudtekniker
- Knut Riisnæs – arrangement
- Jan Erik Kongshaug – ljudtekniker
- Rune Myhre – fotograf
- Brit Andersen – fotograf
- Torstein Nybø – coverdesign